# Йорданівка
Йорда́нівка (до 2024 року — Іорда́нівка) — село в Україні, у Яворівському районі Львівської області. Населення становить 150 особи. Орган місцевого самоврядування — Шегинівська сільська рада.
Колись неподалік від південної околиці села, у лісі, існував хутір Білі Дороги. Назва можливо походила від того, що на схилах поблизької гори, за назвою Біла Гора, було багато білої глини. Після приходу радянської влади хутір ліквідовано (спалено).

## Назва
19 вересня 2024 року Верховна Рада підтримала перейменування села Іорданівка на Йорданівка. 26 вересня 2024 року перейменування набуло чинності.

## Географія
Селом тече потік Солотвина.